# Fridman (cràter)
Fridman són les restes d'un cràter d'impacte situat a la cara oculta de la Lluna. Es troba al sud del gran cràter Hertzsprung, i s'uneix al nord-est amb la vora del cràter Ioffe.

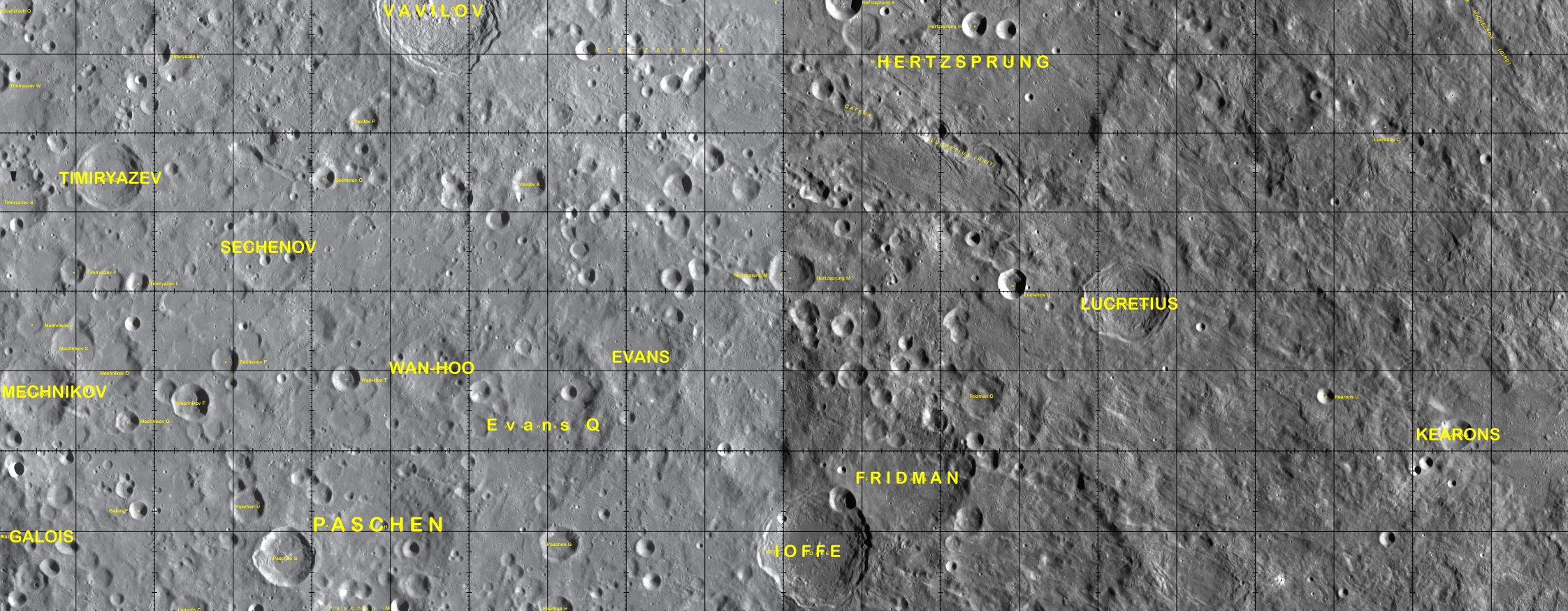
Localització de Fridman (centre inferior de la imatge)
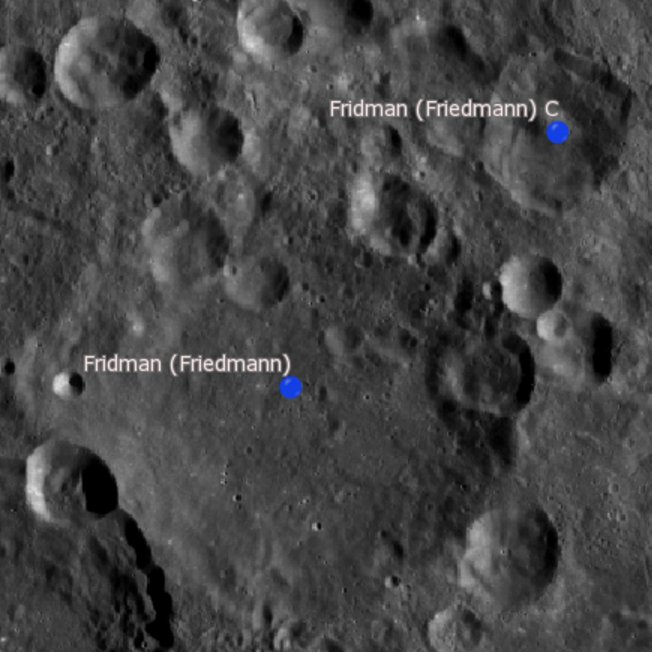
Cràters satèl·lit

Aquest cràter es troba a la part sud del mantell d'ejecció que envolta Hertzsprung, i a la part oest-nord-oest de l'enorme mantell d'ejecció que envolta la conca d'impacte de la Mare Orientale. La vora externa d'aquest cràter està molt malmesa, amb un gran nombre de petits cràters que travessen la vora. La part més intacta de la vora es troba al costat sud-est.
El sòl interior se superposa al sud-oest amb les rampes exteriors del cràter Ioffe. Al costat nord està marcat per diversos cràters petits, igual que al sud-est, on també es veu afectat per una sèrie de petits cràters.
Aquest cràter en algunes fonts s'anomena Friedmann.

## Cràters satèl·lit
Per convenció aquests elements són identificats en els mapes lunars posant la lletra en el costat del punt central del cràter que està més proper a Fridman.
| Fridman | Coordenades                            | Diàmetre |
| ------- | -------------------------------------- | -------- |
| C       | 10° 30′ S, 124° 30′ O / 10.5°S,124.5°O | 36 km    |